# Butaperazine
Butaperazine (Repoir, Tyrylen) là một thuốc chống loạn thần điển hình của nhóm phenothiazine.